# Thomas Bruce (mort en 1307)
Pour les articles homonymes, voir Thomas Bruce et Bruce.
Thomas Bruce (ou de Brus), né vers 1284 et mort le 10 février 1307, est le fils de Robert de Bruce (comte de Carrick) et Margaret de Carrick. Il est un des frères du roi d'Écosse Robert Ier, dont il soutient les prétentions au trône lors de la Première guerre d’indépendance écossaise, ce qui conduit à son exécution par les Anglais après la bataille de Loch Ryan.
Robert envahit l'Annandale début 1307. L'invasion est conduite par Thomas et son frère Alexandre de Brus, Malcolm MacQuillan, un seigneur irlandais et Reginald de Crawford. Ils embarquent avec 1,000 hommes sur 18 navires à Loch Ryan et débarquent près de Stranraer. 
L'invasion est rapidement écrasée par les forces anglaises locales commandées par Dungal MacDouall, un partisan des Comyn, des Balliol et du roi d'Angleterre Édouard Ier. Seuls deux navires s'enfuirent. Tous les chefs de l'invasion furent capturés. Alexandre, Thomas et Crawford furent transférés à Carlisle, où Édouard ordonna leur exécution